# 2281 Biela
2281 Biela è un asteroide della fascia principale. Scoperto nel 1971, presenta un'orbita caratterizzata da un semiasse maggiore pari a 2,1883329 UA e da un'eccentricità di 0,1449088, inclinata di 1,48620° rispetto all'eclittica.
Dal 6 febbraio 1993, quando 2211 Hanuman ricevette la denominazione ufficiale, al 4 maggio 1993 è stato l'asteroide non denominato con il più basso numero ordinale. Dopo la sua denominazione, il primato è passato a (2418) 1971 UV.
L'asteroide è dedicato all'astronomo austriaco Wilhelm von Biela.